# Joost Jansz. Bilhamer

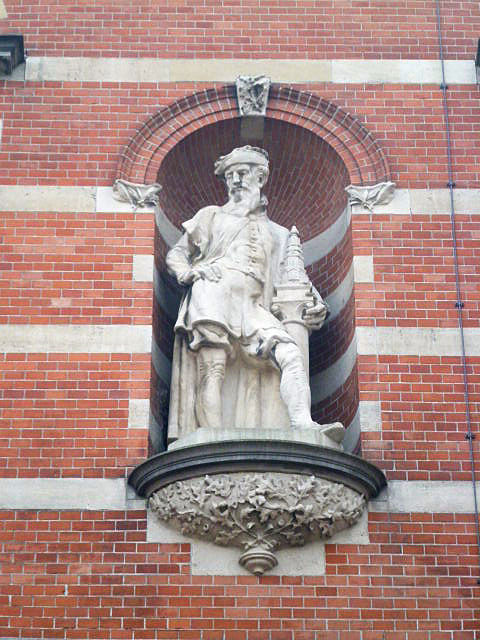
Beeld van Bilhamer bij het Stedelijk Museum in Amsterdam, van de hand van Theo van Reijn.

Joost Jansz. Bilhamer of Joost Janszoon Beeldsnijder (1541 - 8 november 1590) was een militair ingenieur, landmeter, beeldhouwer, plaatsnijder, cartograaf en bouwmeester. Zijn bouwwerken waren vroegrenaissance met gotische elementen.

## Werk
In 1560 bouwde hij een beenhuysje tegen de noordoostkant van de Nieuwe Kerk in Amsterdam. Dit is in 1656 echter alweer ingestort. Hij bouwde de nieuwe Oudekerkstoren in 1565. In 1578 bouwde hij de Oosterpoort in Hoorn en in 1581 de Weeshuispoort voor het toenmalige Burgerweeshuis (Kalverstraat Amsterdam), waar tegenwoordig het Amsterdam Museum is gevestigd.
Als cartograaf tekende hij onder andere een plattegrond van Leiden in 1573, in opdracht van de Spanjaarden. Hierop is de stad omringd door Spaanse schansen tijdens het beleg van Leiden. In 1575 maakte hij een kaart van Noord-Holland.
In 1575 construeerde Bilhamer een moddermolen wat het baggeren aanzienlijk vereenvoudigde.
Er staat een standbeeld van hem met een model van Oudekerkstoren bij het Stedelijk Museum in Amsterdam.

## Galerij

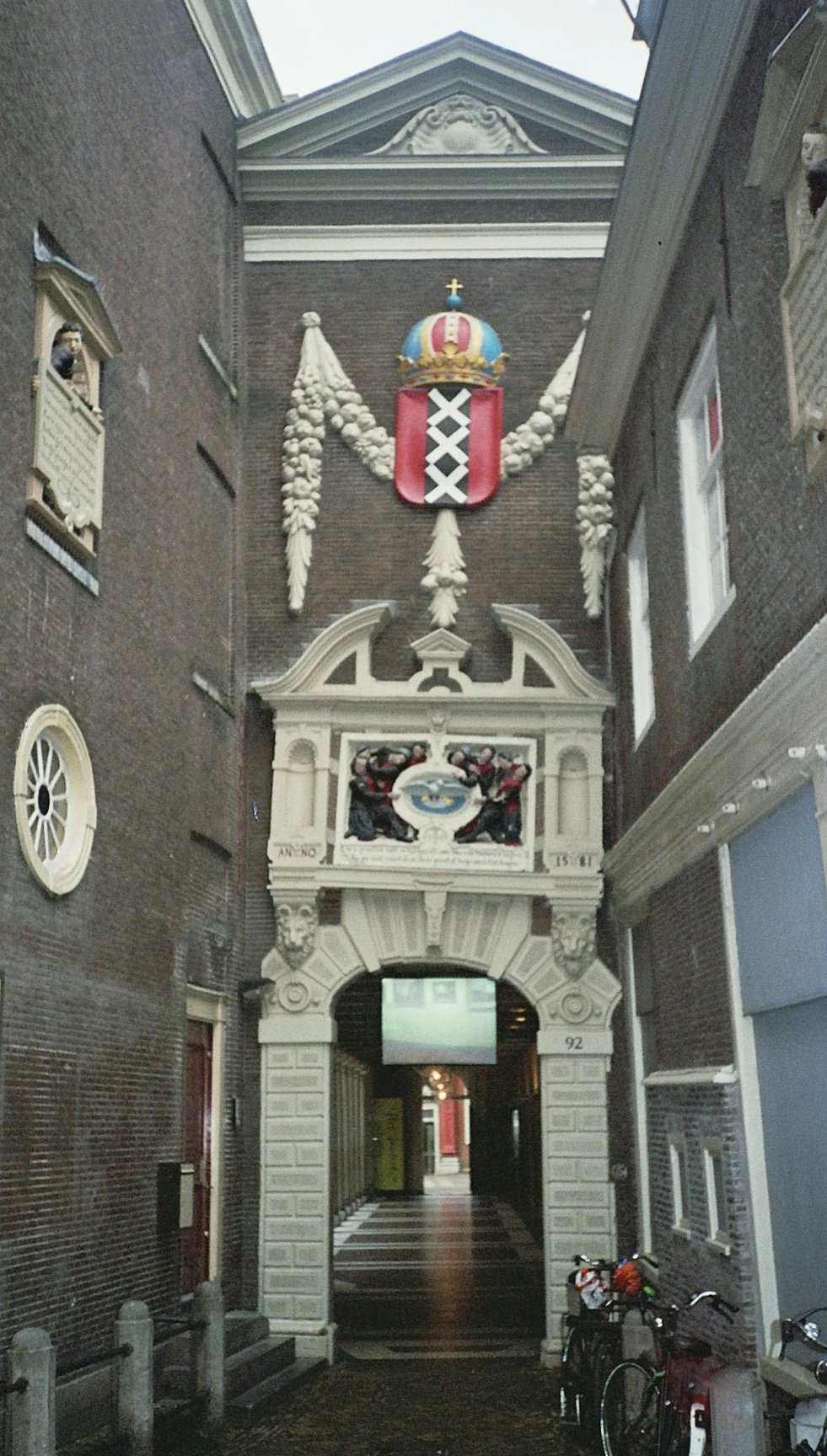
Weeshuispoort van het Amsterdam Museum aan de Kalverstraat
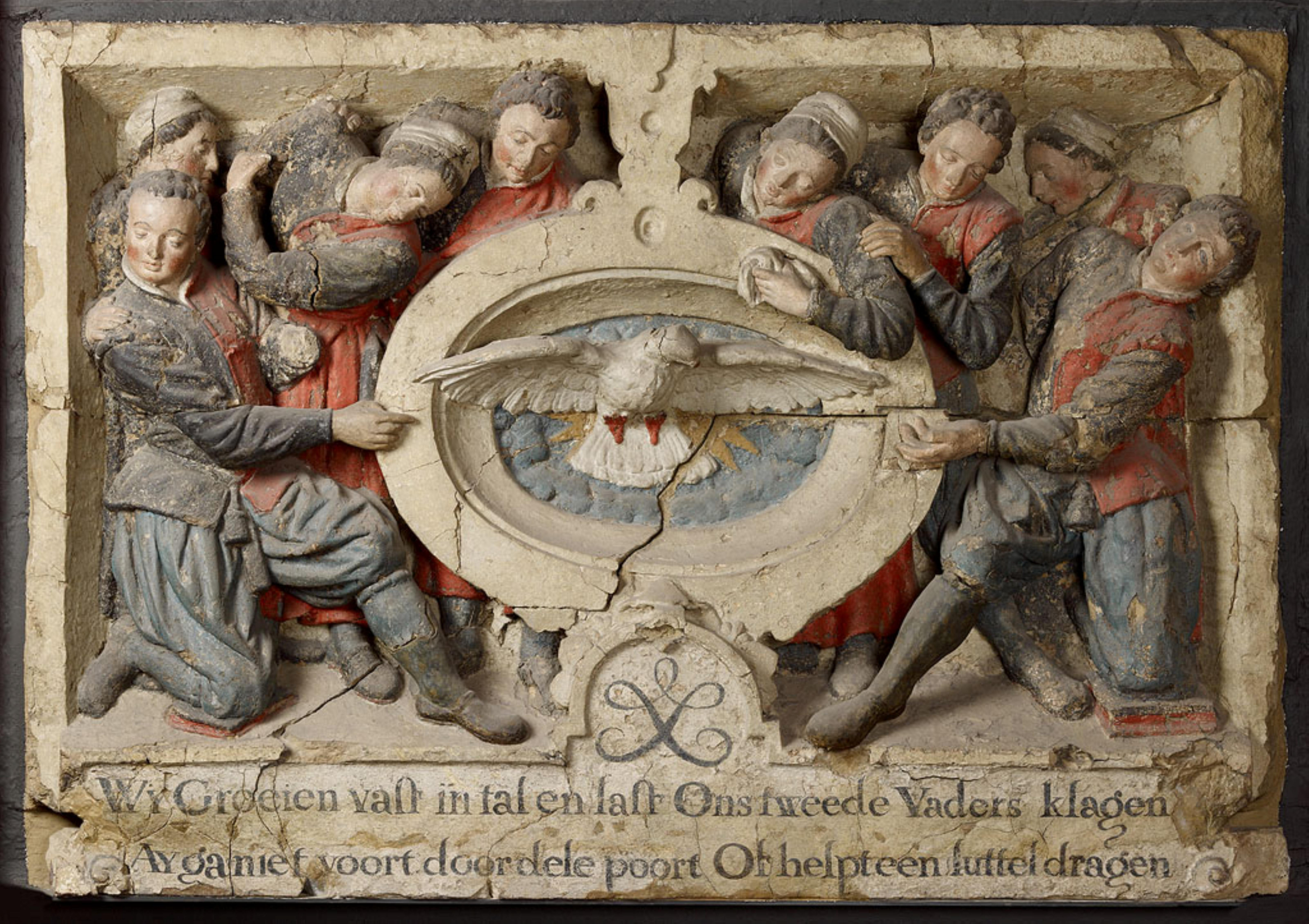
Detail van het reliëf boven de poort, met weeskinderen rond het embleem van het Burgerweeshuis van Amsterdam.
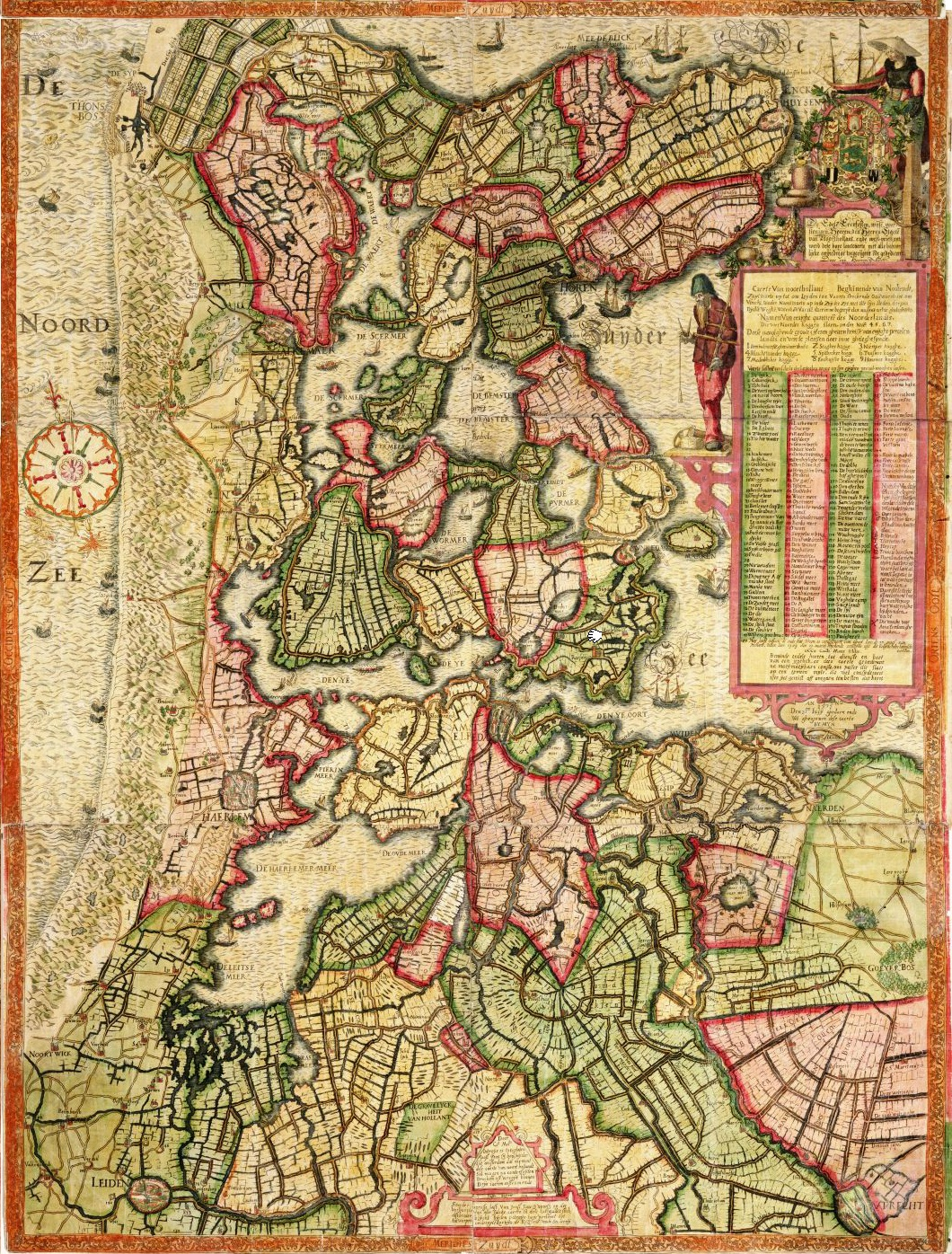
Kaart van Noord-Holland